# 洞穴生物

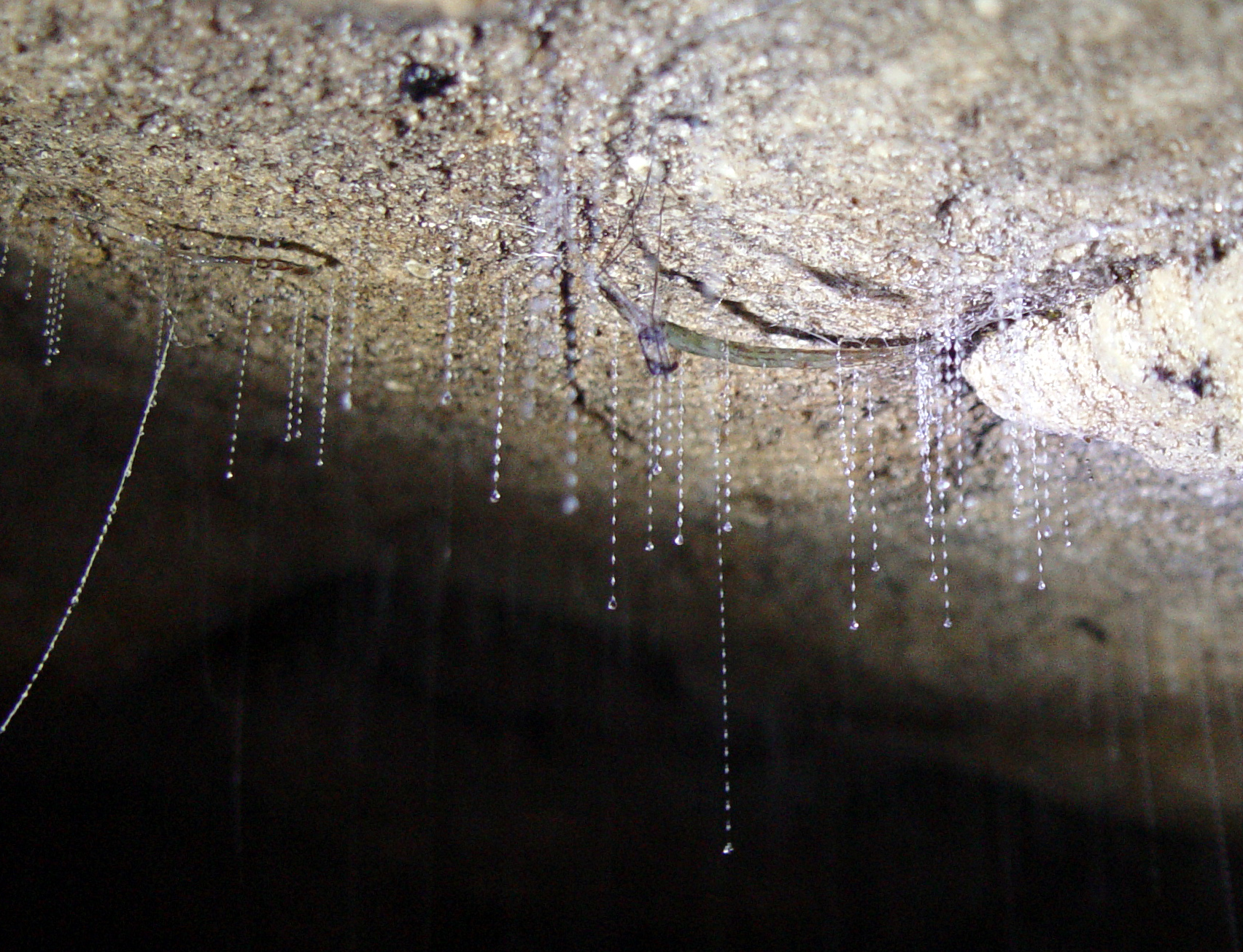
鍾乳洞の天井から垂れ下がる発光性のヒカリキノコバエの一種
Arachnocampa luminosa の幼虫（ニュージーランド北島ワイカト地方ワイトモ洞窟 英語版）

洞穴生物（どうけつせいぶつ）とは、洞穴に生息する生物、主に動物のことである。さまざまな特殊な生物が知られている。洞穴への依存の程度は生物によって異なり、地上の暗いところに生育するものとさほど変わらないものもあれば、洞窟内でしか見られないような特殊なものもある。地下水に生きる生物との関連も考えられる。

## 洞窟と生物
洞窟、あるいは洞穴は、地下に見られる空間のことで、数m以上のある程度の大きさを持つもののことである。成因や胚胎母岩によって様々な呼び名があるが、代表的な大区分は以下の四つである。
- 鍾乳洞：地下に存在する厚い石灰岩の地層中を流れる二酸化炭素が溶け込んだ水によって化学的侵食（溶食）が起こり、形成される。
- 溶岩洞：火山地帯で、溶岩流の覆う土地に見つかる。溶岩が流れ出してそこに空洞ができるものである。日本国内では富士山麓の風穴などが知られる。
- 波食洞：海や湖の波による侵食によって作られる。海食洞や湖食洞など。
- 氷河洞：氷河の底部に融氷水によって生じる。

このうち、洞穴生物に関して特に重要なのは、鍾乳洞で、世界の石灰岩地域に数多く存在する。しかし、他の三つの洞窟にも洞穴生物あるいは地下水棲生物は普通に発見される。また人工的な古い坑道内等でも見つかる例がある。
洞穴に住む生物には様々なものがある。洞穴を生活すべての場とするものもあれば、生活の一部に洞穴を使用するもの、必ずしも洞穴を必要としないものまである。また、地下水棲の生物が洞穴に出現する、という場合もある。光がないので、植物は存在しない。キノコの出現もまれである。観光化された洞窟では、ライトアップされた場所にコケなどが出現する。これは照明植生と呼び、普通は洞穴生物には含めない。なお、微生物についてはあまり取りざたされない。

## 洞穴の環境

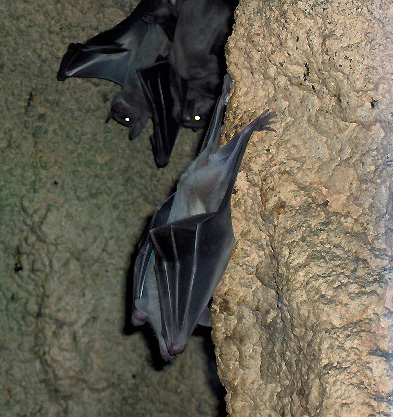
エジプトルーセットオオコウモリ Rousettus aegyptiacus 果実食性のコウモリであり、日中は洞穴で休む。

生物の環境としての洞穴は、以下のような特徴を持っている。
光がない
洞穴の入り口など、ごく一部を除いては光が入らない。逆に、光の入る範囲は、以下の特徴に関して洞穴内部的にならない。
湿度が高い
年間を通じて常に高い湿度を保つのが普通である。特に鍾乳洞の場合、定常的に内部へ水が流れ込むことがその形成の要因であるため、湿度が高く壁面も濡れており、底面には水流があることが多い。
温度が一定である
温帯地域では例えば15℃前後であり、夏は涼しく、冬は暖かい。熱帯地域では、さすがに涼しくはなくとも、外よりは温度が低い場合が多い。
食料に乏しい
植物が存在しないので、生産量はごく少ない。わずかに外部から流れ込む栄養分が頼りといった状況であると考えられ、動物の密度もごく低い。
- ただし、例外はコウモリの集団が生息する場合である。洞穴性のコウモリのいくつかの種は、集団で生活して数百から数万、時にはそれ以上の個体が集まって特定の洞窟に入り、その天井で休息や繁殖を行う。夜間に洞穴の外へ出て餌を食べ、洞内に入って昼は休むので、コウモリの集団の下は地面がコウモリの糞だらけになる。洞内は悪臭に満ちるうえ、糞の発酵熱によって気温が高くなる。そして、この糞を栄養源とする生物群集が成立し、非常に動物の密度の高い場所となる。大抵はこの糞の山には、これを食うハエ類の幼虫やゴキブリなどが無数に繁殖し、場合によっては隙間もなく虫がうごめく、といった状態になる。また、そうして繁殖した虫を餌とするオオゲジやアシダカグモなどが壁一面に止まる。コウモリの死体も、これらの動物の餌になる。

## 洞穴と生物の生活

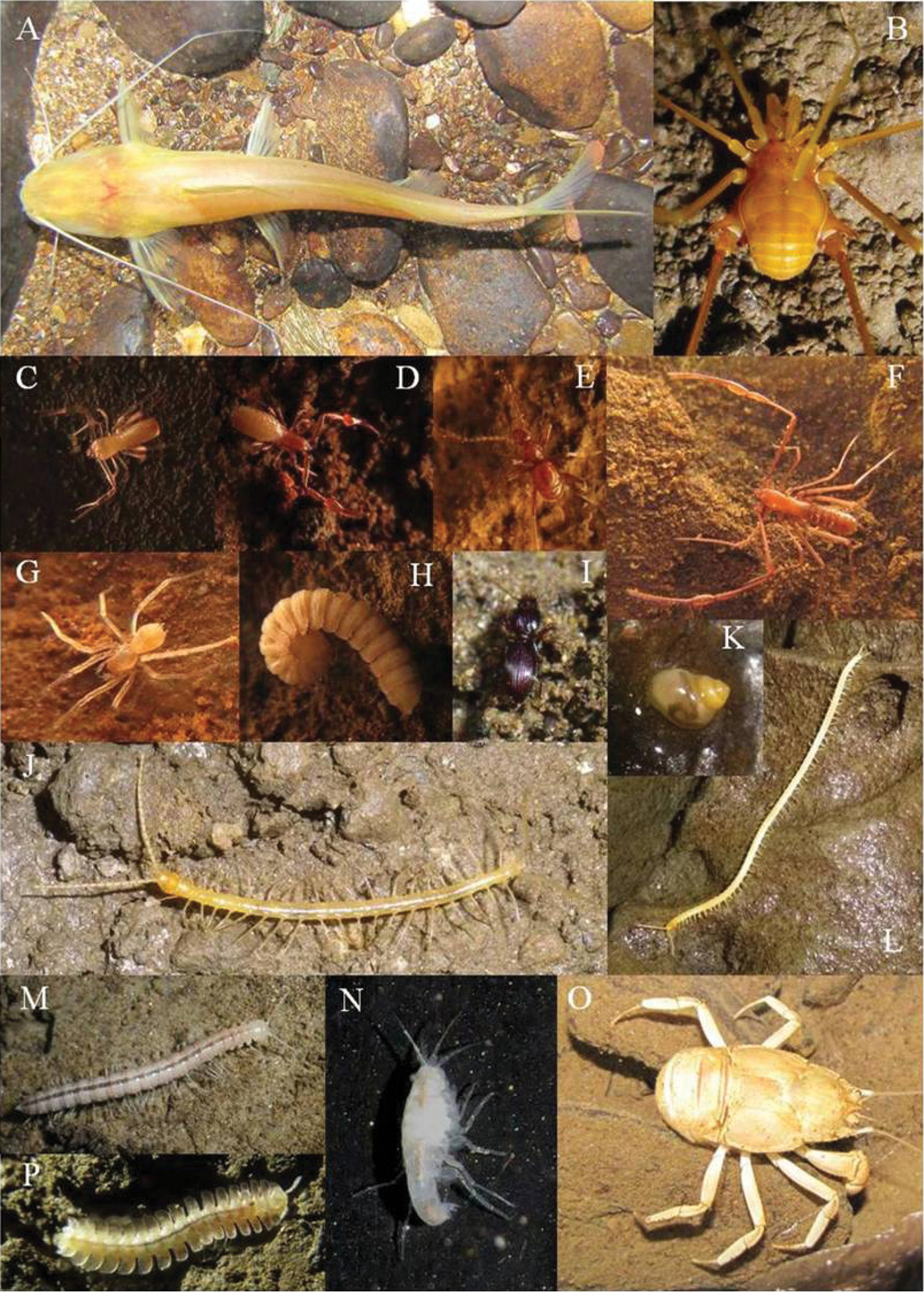
真洞穴性の動物例

洞穴生物の洞穴とのかかわりにおいて、以下のカテゴリーが区別される。
迷洞穴性（めいどうけつせい）
洞穴を生活の場としないもの。偶発的に迷い込んだと考えられるもの。
好洞穴性（こうどうけつせい）
洞穴を生活の場とするが、洞穴の外でも生活するのが見られるもの。カマドウマのように薄暗いところを好み、洞穴外でも物陰に生息するものや、トビムシやマシラグモのような洞穴外では土壌動物であるものなどがある。このような生物には洞穴への依存に様々な程度の差があり、ほとんどが洞穴にいるものから、たまに洞穴で見られるものまである。
真洞穴性（しんどうけつせい）
普通は洞穴内のみでみられる生物。多くの場合、地域ごとに固有種となっている場合が多い。洞穴外では生活できないのであれば、洞穴ごとに隔離されているため、島嶼の生物と同じように、種分化は進みやすいはずであるが、例えば鍾乳洞の場合、同一の石灰岩域に属する多くの洞穴に同一の種が生息している場合が多く、「洞穴内のみ」で生活するという表現は当たらず、土壌空間や岩盤空隙にすむものとの関係が深い。以下のような独特の進化を遂げている。
普通は真洞穴性のものは好洞穴性のものから進化したと考えられ、およそ次のような特徴を持つ。
- 体色の白化傾向。全体に白っぽくなる。光の欠如が原因と考えられる。
- 眼の退化。眼が小さくなったり、全く無くなったものも知られる。
- 体つきの虚弱化。皮膚が薄く、触覚器官としての付属肢が細長くなる。
- 栄養に乏しく、温度が低いことから、新陳代謝が低く、動きがゆっくりしたものが多い。その分成長は遅く、長生きである例もある。

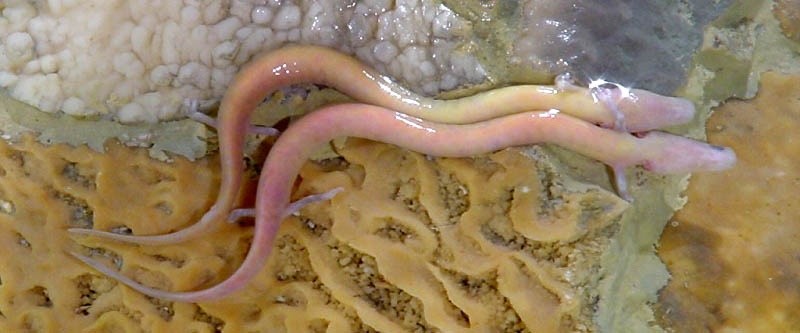
ホライモリ Proteus anguinus

特に有名なのはホライモリで、眼は退化し、体は真っ白で、細い手足を持ち、幼形成熟によって成体でも外鰓を持つ。同様な姿の両生類がアメリカからも知られており、平行進化の結果と考えられる。魚類では全身真っ白で眼を失った魚がアメリカ大陸、アフリカ、アジアなどあちこちの様々な分類群で知られている。
なお、これらの特徴は、栄養に乏しい洞穴の場合であって、コウモリのいる洞穴などは大いに異なる。体色は薄くなる傾向が見られる場合もあるが、むしろ活発な動物が多く見られる。
上記のものは洞窟内部を生活の場とするものである。これらとはかなり異なるのが以下のようなものである。
周期性洞穴生物
洞穴性のコウモリのように、主な生活の場は外にありながら、必ず洞窟を必要とする（繁殖や休養など）ものもあり、そのようなものは周期性洞穴生物と言われることもある。コウモリのほかに、アナツバメやアブラヨタカなども洞穴に巣作りをする。かつてはヒトの先祖も、一部はこのような生活をしていたと見られる。

## 関連する生物群
土壌動物と洞穴の動物に共通するものがある場合がある。落ち葉の下の土壌は光が当たらず、湿度が高く、洞穴内部と共通する点が多い。そのような動物が洞穴に侵入する例も多いと思われる。
また、メクラチビゴミムシなどは、元来は洞穴性のものと考えられていたが、近年はそれ以外の地域においても土壌の深部から類似のものが次々に見つかっている。これらの関係についてはあまり判明していない点が多いが、なんらかの行き来があることが想像される。
地下水生物というのは、地下水に生息する生物であり、洞穴のない地域の地下水からもいろいろな生物が見つかっている。ほとんどは微小であるが、井戸などからやや大柄なものが見つかる場合もある。そういった中に、洞穴内の流れに姿を見せるものがあると考えられる。また、洞穴内の広い流れにのみ生息する地下水棲生物は、結果としては洞穴生物となるであろう。

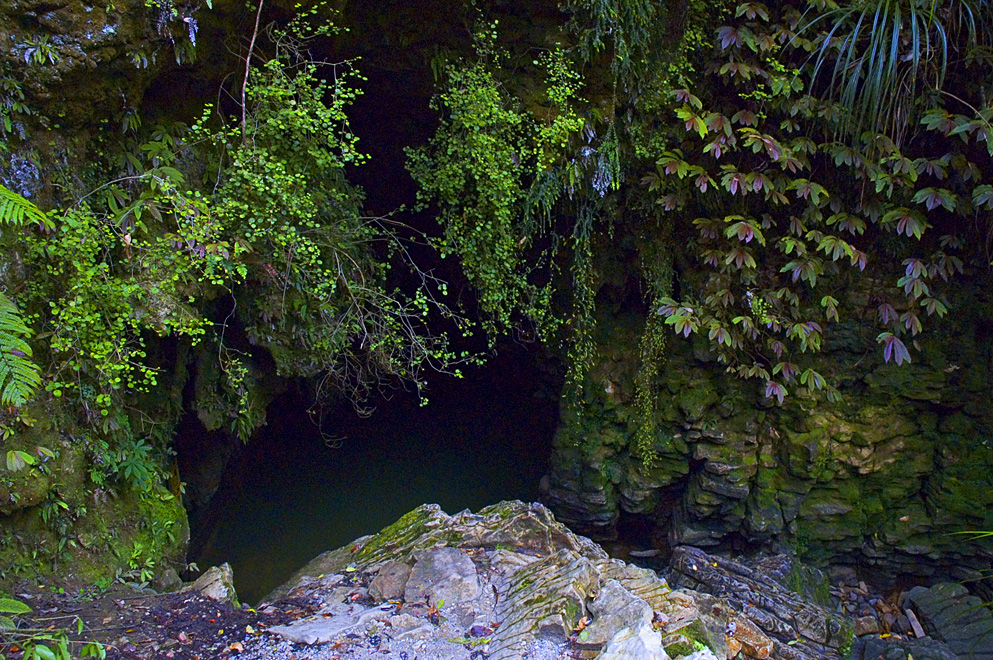
ワイトモ洞窟の入り口

## 人間との関わり
大抵は洞穴内にわずかに生息する生物であり、人間生活との接点は少ない。鍾乳洞の生物は、石灰岩の利用が進むと、絶滅の可能性がある。数が少ないものも多く、常にその保護に配慮せねばならない。
数は少ないながら、利用例もある。
ニュージーランドでは、洞穴の天井に発光生のヒカリキノコバエの一種Arachnocampa luminosa が多数生息している洞穴（ワイトモ洞窟）が観光化されている。同様にオーストラリアでも、A. flava が生息しているスプリングブルック国立公園のナチュラル・ブリッジが観光地化されている。これらの昆虫はしばしばツチボタルと呼ばれるが、ホタルと近縁ではない。また、洞穴生の魚類には熱帯魚として観賞されているものもある。

## 代表的な洞穴生物
- 脊椎動物

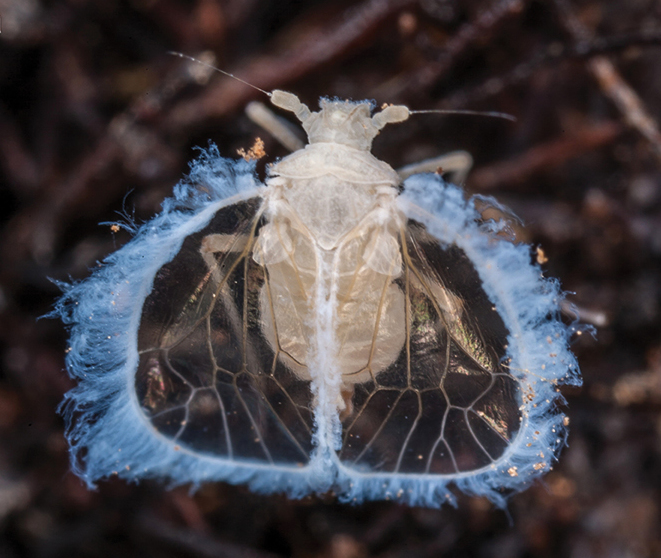
Valenciolenda

  - 哺乳類：コウモリ類（コキクガシラコウモリ・ユビナガコウモリなど）
  - 鳥類：アブラヨタカ、アナツバメ
  - 両生類：ホライモリなど
  - 魚類：ブラインドケーブ・カラシン(Astyanax jordani カラシン科)・ドウクツギョ科(Amblyopsidae)・ミミズハゼなど

- 節足動物
  - 昆虫類（en:Cave insect）：トビムシ・ガロアムシ・キノコバエ・ヒカリキノコバエ・ハサミムシ・ゴキブリ・メクラチビゴミムシ・ジャアナヒラタゴミムシ[1]・ガマアシナガアリ[2]
  - 多足類：カザアナヤスデ（タテウネホラヤスデ）・ネンジュヤスデ・イチハシヤスデ・ホタルヤスデ・リュウガヤスデ・クロイワヤスデ・オオホラヤスデ・クラサワヤスデ・コマカドオビヤスデ・ノコギリヤスデ・タメトモヤスデ・メクライシムカデ・オオゲジ
  - クモ類：マシラグモ・ホラヒメグモ・アシダカグモ・ヤイトムシ・カニムシモドキ
  - 甲殻類：ムカデエビ・ムカシエビ・メナシヨコエビ[3]

- 軟体動物
  - 巻き貝類：ホラアナミジンニナ

- 環形動物：ホラアナゴカイ